# Tariq Teguia
Tariq Teguia (àrab: طارق تقية, Ṭāriq Tagiyya) (Alger, 1966) és un director de cinema, guionista i productor algerià.

## Biografia
Va estudiar arts visuals i filosofia a París. Va ser professor de història de l'art i fotògraf, abans de filmar alguns curts en la dècada de 1990 i un curtmetratge documental el 2003.

## Carrera

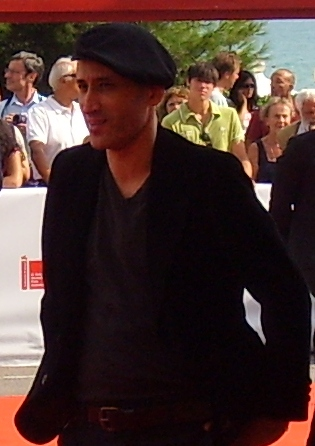
Tariq Teguia al Festival de Cinema de Venècia, 2008

El seu debut cinematogràfic en 2006, Roma wa la n'toura va guanyar el Premi Especial del Jurat en el Festival Internacional de Cinema de Friburg de 2007. El crític de la revista Variety, Robert Koehler, va elogiar «el reeixit debut de Tariq Teguia (…) Encara que els moments finals són previsibles, tant l'arribada com les seqüeles immediates mostren a Teguia com un director prometedor». Eric Henderson va discrepar, escrivint en Slant Magazine que la pel·lícula va «ser concebuda amb arrogància, executada amb pretensions i prolongada amb petulància».
La seva següent pel·lícula, Gabbla (2008), va rebre el premi FIPRESCI a la 65a Mostra Internacional de Cinema de Venècia  i el Premi Especial del Jurat Daum en el Festival Internacional de Cinema de Jeonju 2009.  En 2013 el gran premi del jurat del Festival de Cinema de Belfort Entrevues 2013 va ser per a la seva pel·lícula Thwara Zanj.

## Filmografía
- Haçla (curtmetratge documental de 2003; director, guionista i productor)
- Roma wa la n'toura (2006; director, guionista i productor)
- Gabbla (2008; director, guionista y productor)
- Venice 70: Future Reloaded (documental de 2013)
- Thwara Zanj (2013; director y guionista)